# Église Saint-Renobert de Favrolles-les-Lucey
L'église Saint-Renobert est une église romane située à Faverolles-les-Lucey, en Côte-d'Or (Bourgogne-Franche-Comté) dont la construction initiale remonte au XIIIe siècle.

## Localisation
L'église Saint-Renobert est située au centre du village de Faverolles-les-Lucey, rue de l'église

## Historique
L’église est placée sous le double patronage de saint Pierre-ès-Liens et de saint Renobert. Le vocable saint Pierre-ès-Liens est le plus ancien. Dans l'inventaire général des monuments et richesses artistiques de la France, l'abbé Jean Marilier fait remarquer que le démembrement de l'hypothétique vaste paroisse de Vitriarcus, sur le finage de Veuxhaulles, a pu donner naissance avant le VIIe siècle à plusieurs paroisses placées sous ce même patronage à Veuxhaulles, Gevrolles, Dancevoir, Latrecey et Arbot. Le vocable saint Renobert, quant à lui, serait plus récent.
La construction de l'édifice actuel remonte au XIIIe siècle. Le clocher et le vaisseau de la nef datent de cette époque. Peu de modifications l’ont affectée au cours des siècles. À la fin du XVIIIe siècle,  l'architecte parisien Buron éleva au sud la chapelle de la Vierge et la tourelle extérieure renfermant l'escalier du clocher. Les fenêtres ont été agrandies.

## Architecture et description

### Aspect extérieur
Construite en pierre et moëllons avec toit à long pans couverts d’ardoises et de toiles plates l'église est de plan allongé à nef unique présentant deux travées en voûte d’ogives et un chevet à fond plat. Elle présente une flèche carrée et escalier à vis demi-hors-œuvre. La façade est coupée en deux par un contrefort. La tour du clocher en occupe la moitié ouest ; dans la moitié nord, couverte d'un toit en appentis, s'ouvre un petit portail dont le tympan est orné d'une croix décorée de rosaces. Un bandeau de pierre ceinture la façade à la hauteur de ce tympan, un autre ceinture le clocher sous les baies en plein cintre jumelées qui s'ouvrent sur les quatre faces. La tour se termine par une corniche bourguignonne.

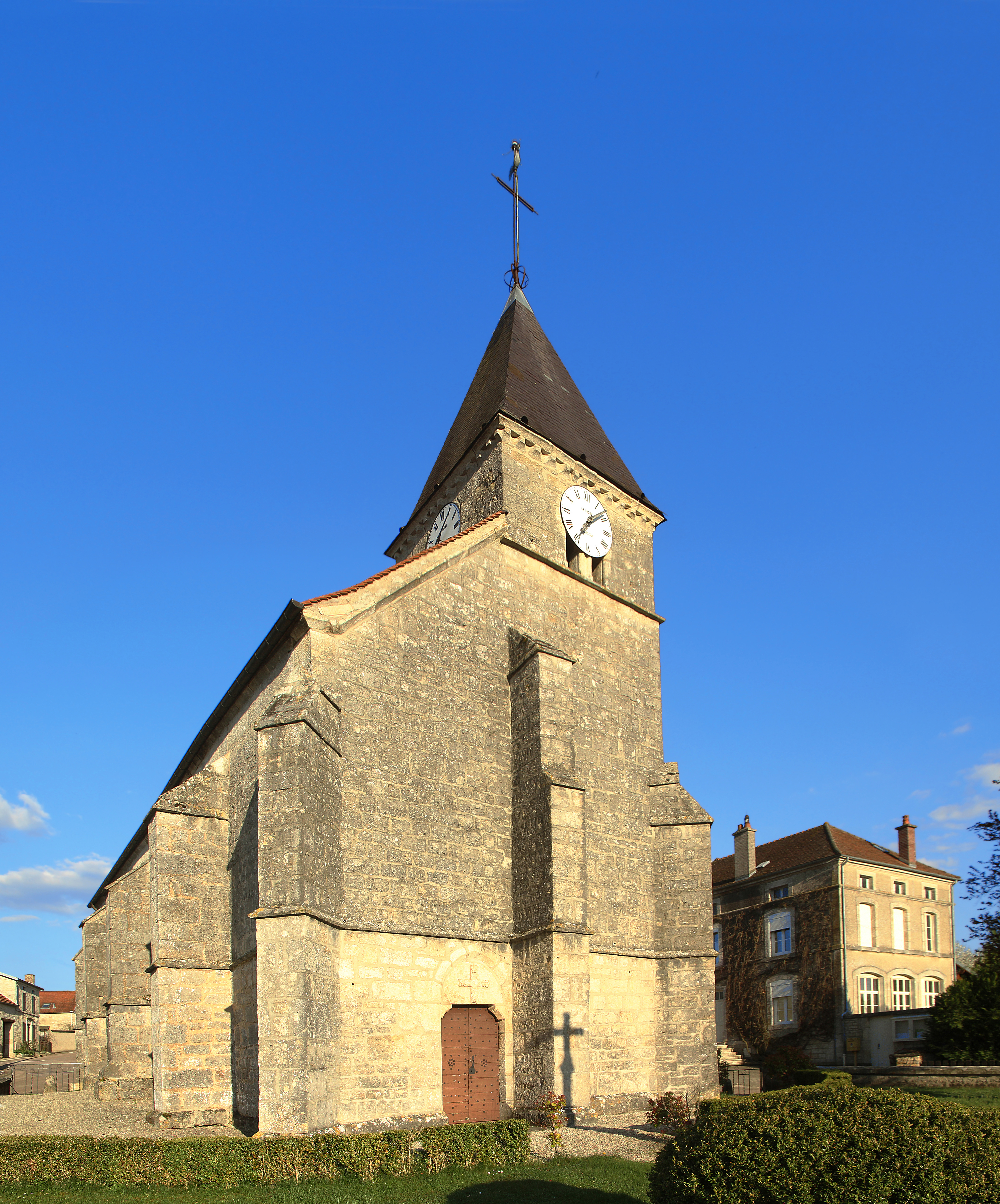
La façade
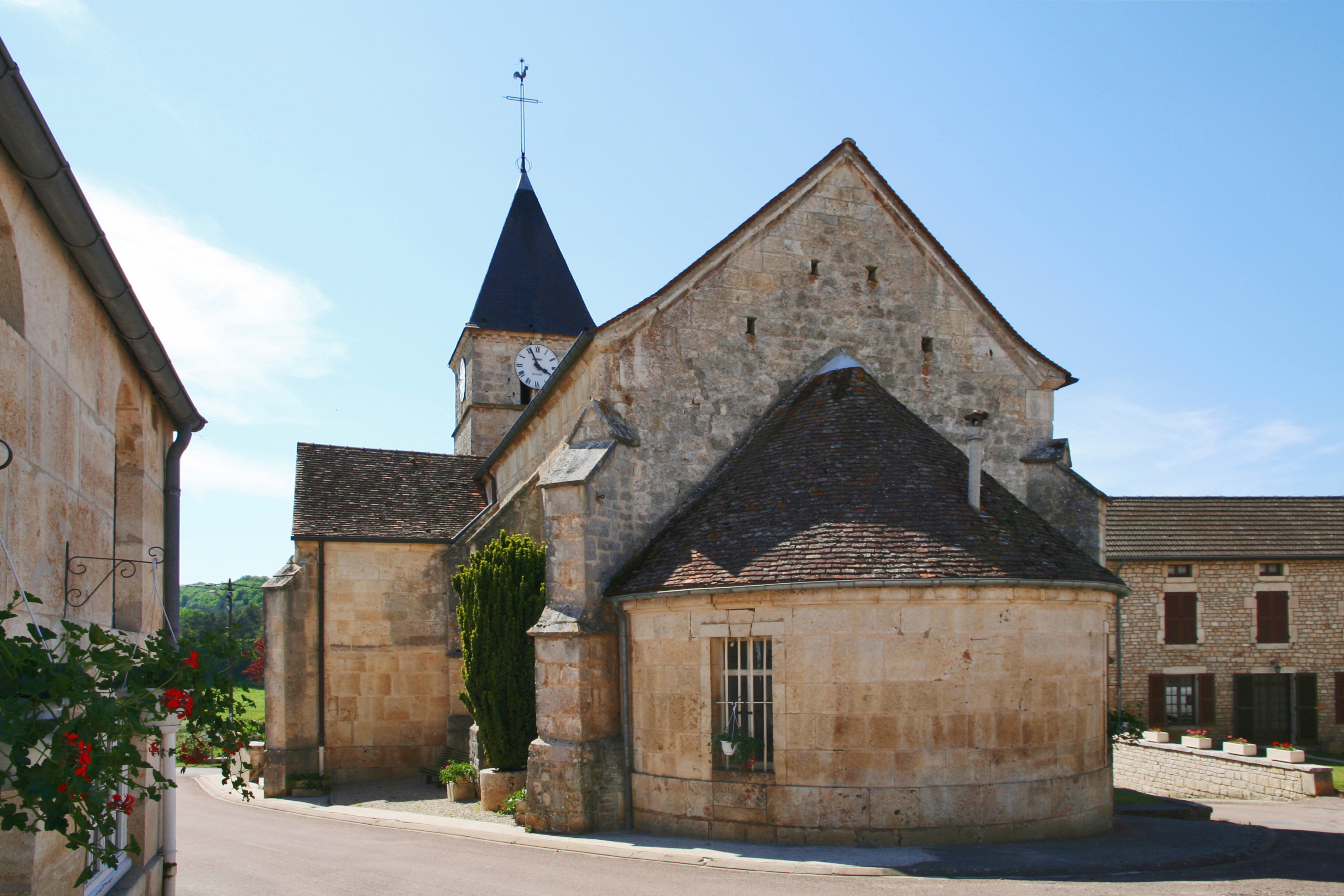
Le chevet
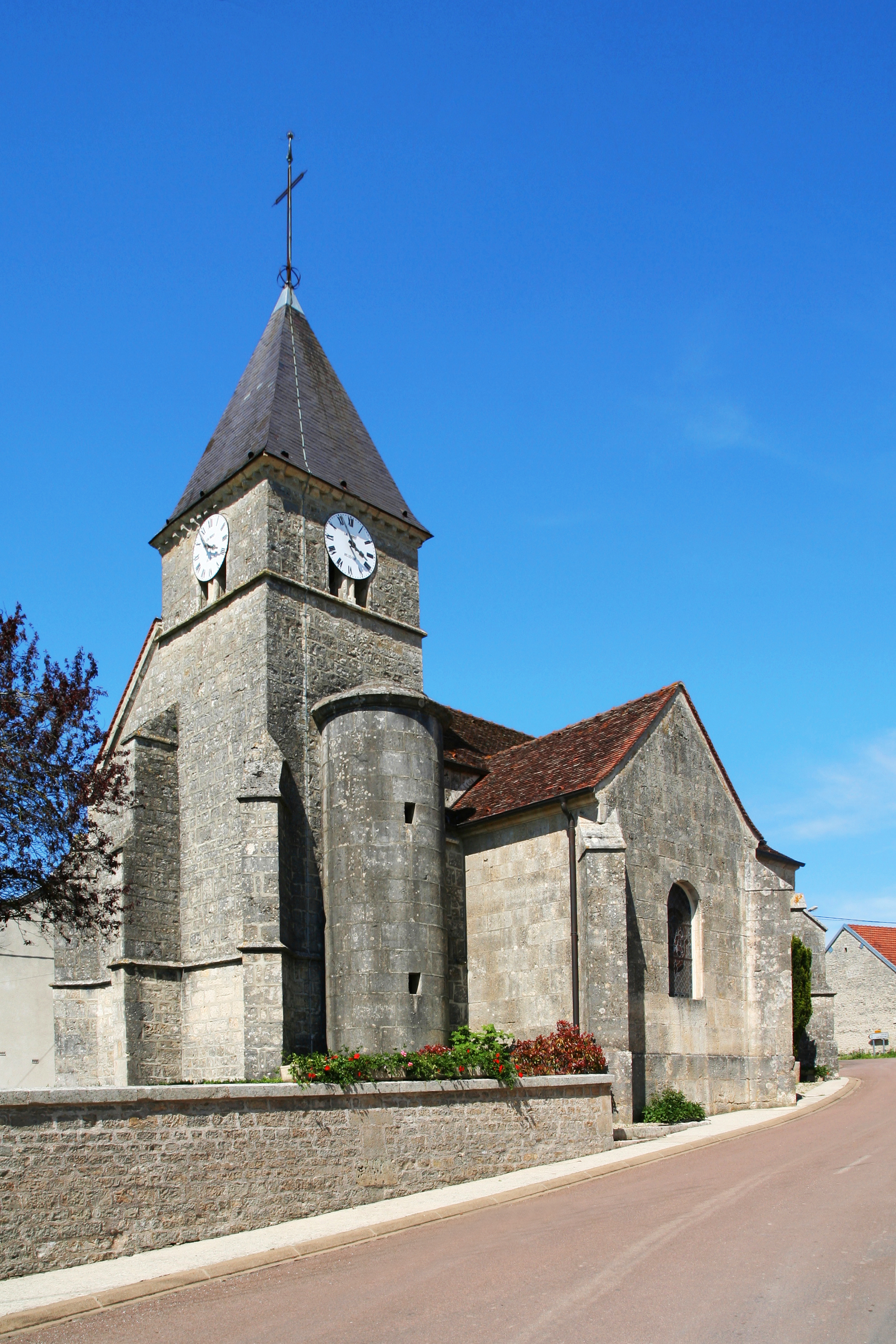
Angle sud-ouest et chapelle de la vierge

### Aspect intérieur
On pénètre par une curieuse avant-nef de la même largeur que la nef mais divisée latéralement en deux travées voûtées d'ogives très accentuées. L'arc doubleau au centre, les ogives formerets sur les murs gouttereaux retombent vers l'intérieur sur une colonne cylindrique au centre et des demi-colonnes engagées dans les murs par l'intermédiaire de chapiteaux à crochets. La base des colonnes est carrée et ornée de griffes. La travée de droite supporte le clocher. Les arcades ouvrant sur la nef sont dissymétriques.
Les deux travées de nef et la travée de chœur présentent le même voûtement : les ogives et les arcs formerets retombent sur des pilastres sur lesquels s'appuient les dosserets qui reçoivent les doubleaux. Les angles des pilastres et des dosserets sont chanfreinés. Au fond du chœur, ogives et formerets aboutissent sur des simples culs-de-lampe. Le retable à l'intérieur et la sacristie à l'extérieur masquent le mur du chevet à fond plat dont on peut supposer qu'il était percé de trois fenêtres en lancette d'égale dimension comme à Lucey ; structure fréquente dans la région souvent surmonté d'une rose.

### Particularités
Il convient de signaler les similitudes entre les églises de Faverolles, Lucey et Menesble. Lucey, église-mère, a dû servir de modèle à Faverolles : les travées de la nef et du chœur sont absolument semblables. Mais elle a subi des agrandissements : deux chapelles latérales, celle de la Vierge au sud et celle de saint Renobert au nord et surtout la façade a été reconstruite par Tridon dans les années 1820. 
Il semble qu'à Menesble on ait voulu construire une réplique de ces deux églises. La partie antérieure est la même qu'à Faverolles, la construction en façade qui permet l'accès aux combles étant tardive. On a entrepris ensuite la nef qui devait comporter deux travées mais on ne voit que le départ de la première ogive.

## Le mobilier
Cette église possédait un retable sans doute semblable à celui de Faverolles qui représentait saint Hilaire montant au ciel. Au début du XXe siècle, l'abbé Boirin, curé de Lucey, ne lui trouvant aucune valeur artistique le fait démolir pour rouvrir les trois fenêtres en lancette éclairant le chœur. 
Le tabernacle se trouve maintenant dans la chapelle consacrée à saint Michel qui a succédé à saint Renobert. Ce tabernacle et le maître-autel sont exactement semblables à ceux de Faverolles. La porte du tabernacle est sculptée d'un encensoir fumant et les côtés de médaillons représentant saint Pierre et la Vierge. Ce décor est dans le style de Berain et date donc du XVIIe siècle.
L'élément le plus remarquable est le retable qui représente le thème assez rare du Ravissement de saint Pierre. Le traitement de la scène est baroque : le saint s'élève dans un nuage qui enveloppe l'entablement monumental soutenu par des colonnes corinthiennes tandis que des angelots volettent tout autour. Ce retable surmonte un autel orné de rinceaux, guirlandes et paniers fleuris.
On remarque encore une belle Éducation de la Vierge en pierre polychrome de la fin du XVIe siècle, un saint Roch en bois peint fin XVIIIe siècle, une sainte Catherine de Sienne en bois peint fin XVIIIe siècle, un saint évêque et une autre Éducation de la Vierge en bois peint de la fin du XVIIIe siècle. Les fonts baptismaux datent du XIXe siècle.

## Saint Renobert
Évêque de Bayeux au VIIe siècle, Renobert signe au concile de Clichy en 627. Une première translation de son corps a lieu en 846 dans la province de Rouen où on le fêtait le 16 mai. Par crainte des Normands, ses reliques furent retransférées vers l'intérieur de la France : c'est à Quingey, prieuré de l'abbaye Saint-Pierre de Baume-les-Messieurs non loin de Besançon, qu'elles trouvèrent refuge. Puis d'autres églises obtinrent des fragments de reliques : Varzy, dans la Nièvre, l'abbaye Saint-Vivant de Vergy, par exemple.
Saint Renobert s'est acquis une réputation de protection des troupeaux et des récoltes que l'on bénissait le jour de sa fête, le 24 octobre, à Faverolles, Poyans près de Gray et encore aujourd'hui à Romprey près de Bure-les-Templiers. En 1544, le cardinal de Givry, évêque de Langres, fonda à Brévoines, village aujourd'hui absorbé par Langres une importante confrérie de Saint-Renobert qui faisait célébrer trois messes hautes les trois premiers lundis de janvier où l'on bénissait les animaux et le saint était fêté solennellement le 17 juin.